# Welsh International 1982
Die Welsh International 1982 fanden in National Sports Center in Cardiff statt. Das Preisgeld betrug £2.500. Es war die 32. Auflage dieser internationalen Meisterschaften von Wales im Badminton.

## Titelträger
| Disziplin    | Sieger                     |
| ------------ | -------------------------- |
| Herreneinzel | Steve Butler               |
| Dameneinzel  | Sally Podger               |
| Herrendoppel | Dipak Tailor Mike Tredgett |
| Damendoppel  | Nora Perry Jane Webster    |
| Mixed        | Dipak Tailor Nora Perry    |

## Finalresultate
| Disziplin    | Sieger                     | Finalist                    | Ergebnis          |
| ------------ | -------------------------- | --------------------------- | ----------------- |
| Herreneinzel | Steve Butler               | Andy Goode                  | 15-6, 15-4        |
| Dameneinzel  | Sally Podger               | Karen Beckman               | 11-8, 11-5        |
| Herrendoppel | Dipak Tailor Mike Tredgett | Andy Goode Gary Scott       | 15-7, 7-15, 15-12 |
| Damendoppel  | Nora Perry Jane Webster    | Karen Chapman Sally Podger  | 15-8, 17-14       |
| Mixed        | Dipak Tailor Nora Perry    | Mike Tredgett Gillian Clark | 18-14, 15-11      |